# Roger Conant
Roger Conant (6 de mayo de 1909 – 19 de diciembre de 2003) fue un herpetólogo, autor, educador y conservacionista estadounidense. Fue Director emérito del Zoológico de Filadelfia y profesor adjunto en la Universidad de Nuevo México. Escribió la primera guía de campo de reptiles norteamericanos en 1958 titulado: Guía de Campo de Reptiles y Anfibios del Este de los Estados Unidos, en la serie de Guías del Campo de Peterson.

## Biografía
Nacido en Mamaroneck, Nueva York, Conant perdió a su padre de joven. Cuándo era adolescente tomó un trabajo en el zoológico local para ayudar su madre económicamente. Además de participar en Boy Scouts de América, empezó su pasión por reptiles. Fue la primera Águila Scout en Monmouth Consejo de Condado, New Jersey en 1924. Se mudó a Toledo, Ohio en 1929 y fue curador de reptiles, y más tarde curador general en el Zoológico de Toledo de 1929 a 1935. En 1935 regresó a Filadelfia como curador de reptiles en el Zoológico de Filadelfia. Fue presidente de la Asociación americana de Acuarios y Parques Zoológicos de 1946 a 1947 y ayudó a fundar la Sociedad Herpetológica de Filadelfia en 1952. Tuvo muchas posiciones en la Sociedad americana de Ictiólogos y Herpetólogos, incluyendo presidente en 1962; defendió mantener la organización unificada más que dividirla como organizaciones separadas de herpetología e ictiología. Fue promovido a Director del Zoológico de Filadelfia en 1967. Se retiró del zoológico en 1973 y se mudó a Alburquerque, Nuevo México donde fue profesor en la Universidad de Nuevo México. Continuó haciendo investigaciones y escribiendo. En su carrera escribió unos 240 papeles científicos, y 12 libros. Falleció de cáncer en Alburquerque en diciembre de 2003. Un significativo legado de su propiedad ayudó a poner el Chihuahuan Instituto de Búsqueda del Desierto con bases sólidas financieras.
Roger describió numerosas especies nuevas de culebra, incluyendo varias especies de culebra de agua (del género Nerodia) así como varias especie de garter culebra (del género Thamnophis). Colaboró con Howard K. Gloyd, y acabó Gloyd la monografía en Agkistrodon culebras después del fallecimiento de Gloyd en 1978.
Era un descendiente de Roger Conant, dirigente del pueblo Salem de Massachusetts y más tarde de la Compañía Bahía de Massachusetts.